# Anaea cleomestra
Anaea cleomestra är en fjärilsart som beskrevs av William Chapman Hewitson 1869. Anaea cleomestra ingår i släktet Anaea och familjen praktfjärilar. Inga underarter finns listade i Catalogue of Life.